# Dirona albolineata
Dirona albolineata är en snäckart som beskrevs av Frank Mace MacFarland 1905. Dirona albolineata ingår i släktet Dirona och familjen Dironidae. Inga underarter finns listade i Catalogue of Life.

## Bildgalleri

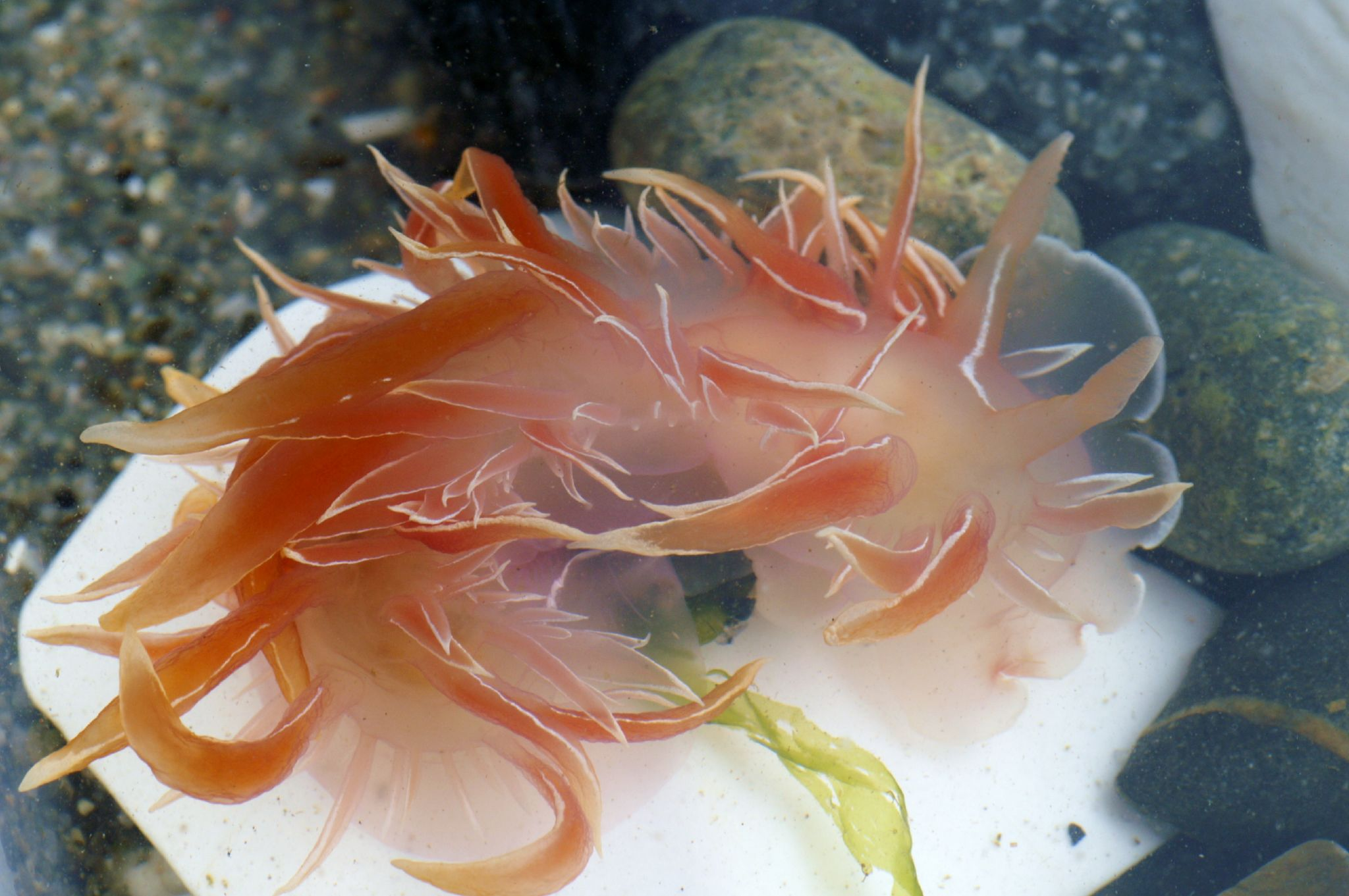
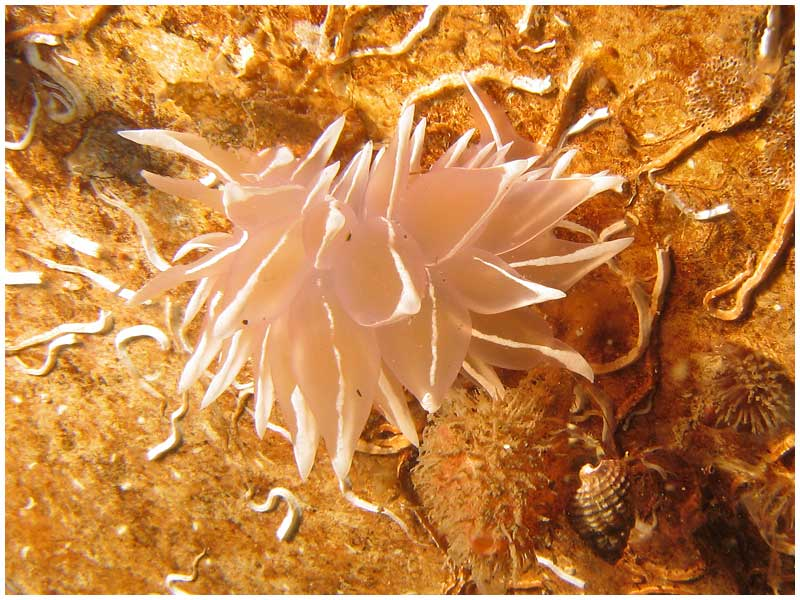
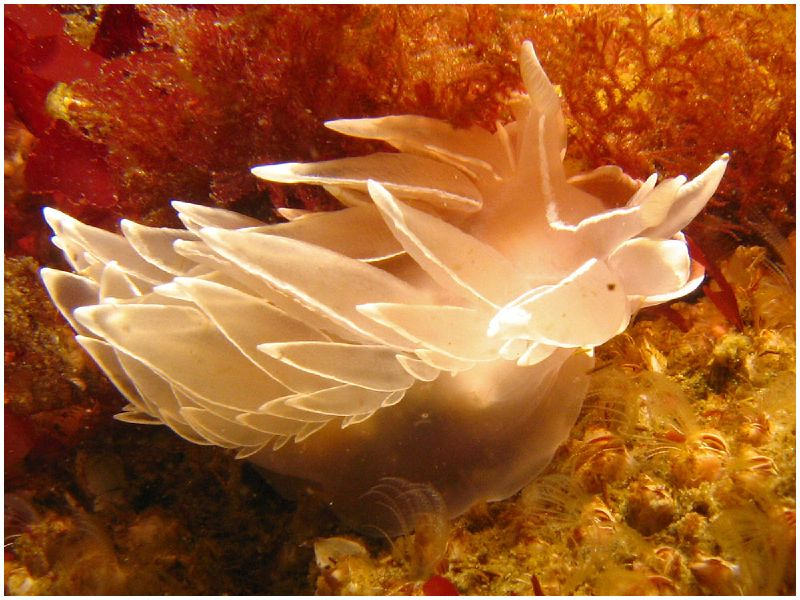